# Opodiphthera
Opodiphthera — род чешуекрылых из семейства павлиноглазок и подсемейства Arsenurinae. Эндемик Австралии.

## Систематика
В состав рода входят:
- Opodiphthera eucalypti (Scott, 1864) — Австралия
- Opodiphthera helena (White, 1843) — Австралия
- Opodiphthera loranthi (Lucas, 1891) — Австралия
- Opodiphthera engaea (Turner, 1922) — Австралия
- Opodiphthera rhythmica (Turner, 1936) — Австралия
- Opodiphthera saccopoea (Turner, 1924) — Австралия
- Opodiphthera astrophela (Walker, 1855) — Австралия
- Opodiphthera fervida Jordan, 1910 — Австралия
- Opodiphthera excavus Lane, 1995 — Австралия